# The Cameo of the Yellowstone
The Cameo of the Yellowstone er en amerikansk stumfilm fra 1914 af Sidney Ayres.

## Medvirkende
- William Garwood.
- Vivian Rich som Hope Houston.
- Jack Richardson som Hawkins.
- Harry von Meter som Houston.
- Harry De Vere som Carson